# Šalvěj lepkavá
Šalvěj lepkavá (Salvia glutinosa) je mohutná, vytrvalá, aromatická bylina z čeledi hluchavkovitých, jeden z několika druhů rodu šalvěj zastoupených v české flóře.

## Synonyma
- Drymosphace glutinosa (L.) Opiz
- Glutinaria acuminata Raf.
- Glutinaria glutinosa (L.) Raf.
- Sclarea glutinosa (L.) Mill.[1]

## Popis

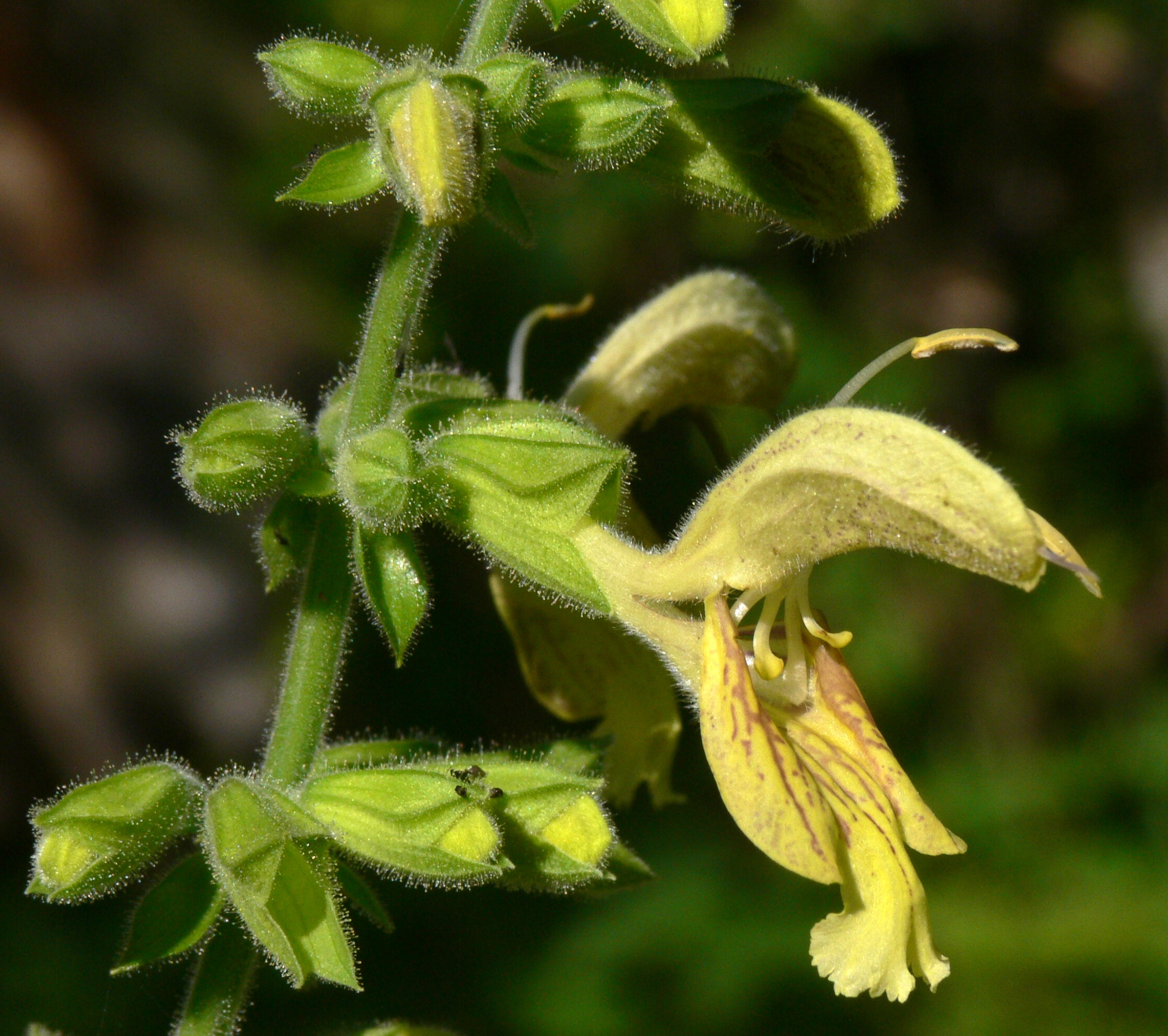
Detail květu a lodyhy s trichomy

Vzrůstově je to poměrně mohutná, 50–100 cm vysoká rostlina. Živě zelené listy jsou velké (až 20x9 cm), dlouze řapíkaté, s čepelí špičatou, na bázi střelovitou až hrálovitou, na okrajích pilovitou, po obou stranách roztroušeně chlupatou. Přízemní listová růžice chybí. Lodyha je vystoupavá nebo přímá, jednoduchá nebo v horní části větvená, hustě měkce chlupatá; bohaté žláznaté trichomy v její horní části vylučují lepkavou, aromatickou šťávu. Lodyha v dolní části někdy kořenuje. Vytváří krátký dřevnatějící oddenek.
Květy jsou pro šalvěj typicky dvoupyskaté, uspořádané v pěti- či šestičetných lichopřeslenech. Koruny mají špinavě žlutou barvu s červenohnědými žilkami a skvrnami na rozšířeném dolním pysku; kalich je zelený, dvoupyský. Ze čtyř tyčinek jsou dvě sterilní staminodia. Kvete od června do srpna, plodem jsou hnědé, lysé tvrdky.
Ploidie druhu je 2n=16.

## Ekologie
Šalvěj lepkavá je hemikryptofyt – vytrvalá bylina přežívající zimu v obnovovacích pupenech v úrovni země. Na rozdíl od většiny ostatních šalvějí preferuje vlhká místa ve stinných lesích, kde roste na sutích, v roklích, v okolí lesních cest nebo poblíž vodních toků, a to od podhůří do hor. Preferuje zásaditější, vlhké půdy bohaté na živiny. Je diagnostickým druhem asociace Carici pendulae-Eupatorietum cannabini (vegetace narušovaných podmáčených stanovišť s ostřicí převislou) a svazů Petasition officinalis a Adenostylion.
Bývá hostitelem pro některé parazitické druhy záraz (např. Orobanche colorata nebo Orobanche salviae).

## Rozšíření
Areál výskytu zahrnuje hornatiny jižní, střední a jihovýchodní Evropy (Pyreneje, Jura, Alpy, Karpaty, Dinaridy), Malou Asii, Krym, dál zasahuje přes Kavkaz až do Íránu. V ČR se vyskytuje především v pohořích východní Moravy (Moravskoslezské Beskydy, Javorníky, Bílé Karpaty), v adamovských lesích okolo Brna, na Znojemsku a v údolí Vltavy ve středních a jižních Čechách.
Zřídka bývá pěstována v parcích, kde místy zplaňuje (Průhonice, Třeboň).